# زكي الميلاد
زكي الميلاد مفكر وكاتب سعودي متخصص في الدراسات الإسلامية، ولد في محافظة القطيف في السعودية عام 1385هـ (1965م)، حاصل على جائزة وزارة الثقافة والإعلام للكتاب في (الفكر والفلسفة) عام 2017م، وصدر له كثير من المؤلفات الفكرية من أبرزها كتاب (عصر النهضة: كيف انبثق؟ ولماذا أخفق؟).

## العمل
- رئيس تحرير مجلة الكلمة (مجلة فصلية فكرية تصدر من بيروت).[5]

## الإصدارات
- (الحركة الإسلامية ومعالم المنهج الحضاري) صدر عن دار البيان العربي عام 1991م.
- (تحولات الفكر والثقافة في الحركة الإسلامية) صدر عن دار البيان العربي عام 1992م.
- (خطاب الوحدة الإسلامية: مساهمات الفكر الإصلاحي الشيعي) صدر عن دار الصفوة عام 1996م.[6]
- (المسألة الحضارية: كيف نبتكر مستقبلنا في عالم متغير؟) صدر عن المركز الثقافي العربي عام 1999م.[7]
- (محنة المثقف الديني مع العصر) صدر عن دار الجديد عام 2000.[8]
- (الإسلام والغرب الحاضر والمستقبل) [بالاشتراك مع تركي الربيعو]. صدر عن دار الفكر المعاصر عام 2001م.[9]
- (الفكر الإسلامي تطوراته ومساراته الفكرية) صدر عن دار الهادي عام 2001م.[10]
- (من التراث إلى الاجتهاد: الفكر الإسلامي وقضايا الإصلاح والتجديد) صدر عن المركز الثقافي العربي عام 2004م.[11]
- (المسألة الثقافية: من أجل بناء نظرية في الثقافة) صدر عن المركز الثقافي العربي عام 2005م.[12]
- (الإسلام والإصلاح الثقافي) صدر عن مركز آفاق للدراسات والبحوث ودار أطياف عام 2006م.[13]
- (الوحدة والتعددية والحوار في الخطاب الإسلامي المعاصر).[14]
- (تعارف الحضارات) [إعداد]. صدر عن دار الفكر عام 2006م.[15]
- (الإسلام والمدنية) صدر عن الدار العربية للعلوم عام 2007م.[16]
- (الإسلام والتجديد: كيف يتجدد الفكر الإسلامي) صدر عن المركز الثقافي العربي عام 2008م.[17]
- (الإسلام والمرأة: تجديد التفكير الديني في مسألة المرأة) صدر عن مركز الحضارة لتنمية الفكر الإسلامي عام 2008م.[18]
- (محمّد إقبال: وتجديد الفكر الديني) صدر عن مركز الحضارة لتنمية الفكر الإسلامي عام 2008م.[19]
- (لإسلام والحداثة: من صدمة الحداثة إلى البحث عن حداثة إسلامية) صدر عن مؤسسة الانتشار العربي عام 2009م.[20]
- (هل المثقفون في أزمة) صدر عن نادي حائل الأدبي ومؤسسة الانتشار العربي عام 2009م.[21]
- (نحن والثقافة: تأملات في مجالنا الثقافي ومستقبلياته) صدر ضمن سلسلة كتاب الرياض عن مؤسسة اليمامة الصحفية عام 2009م.[22]
- (الإسلام والعولمة: لماذا لا تكون العولمة مكسباً لنا؟) صدر عن مؤسسة الانتشار العربي عام 2010م.[23]
- (الحوار في القرآن نماذج ومبادئ) صدر عن مركز الملك عبد العزيز للحوار الوطني عام 2010م.[24]
- (الإسلام وحقوق الإنسان) صدر عن المجلة العربية عام 2011م.[25]
- (الفكر الإسلامي: قراءات ومراجعات) صدر عن الشبكة العربية للأبحاث والنشر عام 2011م.[26]
- (دراسات في تاريخ الفلسفة الإسلامية) صدر عن نادي الرياض الأدبي عام 2011م.[27]
- (السيد محمد باقر الصدر والتجديد الفكري والأصولي) صدر عن دار أطياف عام 2013م.[28]
- (الإسلام والنزعة الإنسانية: كيف نعطي النزعة الإنسانية قوة المعنى) صدر عن نادي الباحة الأدبي عام 2013م.[29]
- (نحن والعالم: من أجل تجديد رؤيتنا للعالم) صدر عن مؤسسة الانتشار العربي عام 2013م.[30]
- (تجديد أصول الفقه: دراسة تحليلية نقدية لمحاولات المعاصرين) صدر عن المركز الثقافي العربي عام 2013م.[31]
- (الإسلام والعقلانية: ضد الجمود وضد الاستلاب) صدر عن منشورات ضفاف ودار أطياف عام 2014م.[32]
- (عصر النهضة كيف انبثق؟ ولماذا أخفق؟) صدر عن نادي الرياض الأدبي والمركز الثقافي العربي عام 2016م.[33]
- (نقد إقبال: كيف نقرأ إقبالاً اليوم) صدر عن كتاب مجلة الفيصل عام 2017م.[34]
- (الفكر والاجتهاد: دراسات في الفكر الإسلامي الشيعي)
- (مدخل إلى المسألة الفلسفية: كيف نواجه معضلة الفلسفة؟) صدر عن نادي جازان الأدبي والدار العربية للعلوم عام 2017م.
- (فكرة الحضارة: دراسة تحليلية في الكتابات العربية المعاصرة) صدر عن نادي الطائف الأدبي ومؤسسة الانتشار العربي عام 2018م.[35]

## تكريم وجوائز
- حصل على جائزة وزارة الثقافة والإعلام للكتاب عام 2017م عن كتابه (عصر النهضة: كيف انبثق؟ ولماذا أخفق؟).[36]